# Bettwiesen
Bettwiesen ist eine politische Gemeinde und eine Ortschaft im Bezirk Münchwilen des Schweizer Kantons Thurgau. Bis 1994 war Bettwiesen eine Ortsgemeinde in der Munizipalgemeinde Lommis.

## Geographie

### Lage
Bettwiesen ist ein Strassendorf 4 Kilometer nördlich von Wil. Die Gemeinde liegt im Süden des Kantons Thurgau, dem Hinterthurgau, am Fusse des Bruunauer Bärgs. Mit einer Fläche von 3,85 km² ist Bettwiesen nach Wilen und Rickenbach die drittkleinste Gemeinde im Bezirk Münchwilen. Der höchste Punkt auf dem Gemeindegebiet befindet sich auf 676 m ü. M. nahe der nordöstlichen Gemeindegrenze. Die tiefste Stelle liegt an der Grenze zu Lommis bei der Einmündung des Dorfbachs in den Kaabach.

### Gliederung
Die Gemeinde Bettwiesen besteht aus der Ortschaft Bettwiesen östlich der Bahnlinie entlang der Hauptstrasse zwischen Wil und Konstanz und den Weilern Anet, Stocken und Winkel westlich davon sowie einigen Einzelhöfen. Anet befindet sich auch westlich der Strasse zwischen Tägerschen und Münchwilen mit den Weilern Thürn und Sedel. Thürn gehört dabei auch heute noch zur Schulgemeinde Bettwiesen. Beide Weiler gehören aber heute nicht mehr zur politischen Gemeinde Bettwiesen.

### Flächennutzung
88 ha der Landfläche Bettwiesens entfallen auf Wald, was einen Waldanteil von 22,9 Prozent ausmacht. 243 ha sind im Zonenplan als landwirtschaftliche Nutzflächen eingetragen und 53 ha als Siedlungsflächen.

### Nachbargemeinden
Die Gemeinde Bettwiesen grenzt im Norden an die politischen Gemeinden Tobel-Tägerschen und Lommis, im Westen an Wängi, im Südwesten an Münchwilen und im Süden an Wil. Alle Gemeinden befinden sich im Thurgau mit Ausnahme von Wil, welches im Kanton St. Gallen liegt.

### Flüsse und Gewässer
Der Dorfkern von Bettwiesen liegt am Rande eines lokalen Grundwasservorkommens im Bachschutt des Dorf- oder Tobelbaches und mehrerer ihm zufliessender Seitenbäche. Zu letzteren gehören insbesondere der Schlossbach und der Aneterbach vom Abhang des wasserreichen Bruunauer Bärgs (mit mehreren Quellwasserfassungen) und von «Schlössli» beim Weiler Winkel. Ende der Eiszeit befand sich hier ein Gletscherrandsee. Erhöht über diesen Bächen befand sich unter anderem die frühere Burg bzw. der Wohnturm der Edlen von Bettwiesen (bei «Schlössli») und die Anfang des 20. Jahrhunderts abgebrochene alte Kirche (südlich des Schulhauses). Allerdings sind heute die meisten Bach-Abschnitte wie die früher zahlreichen offenen Wassergräben im überbauten Gebiet eingedolt und nicht mehr auf den ersten Blick erkennbar.
Der Dorfbach fliesst dabei vom Wald Oberhau oberhalb Bettwiesens in nordwestlicher Richtung durch das Gemeindegebiet zum Kaabach.

## Geschichte

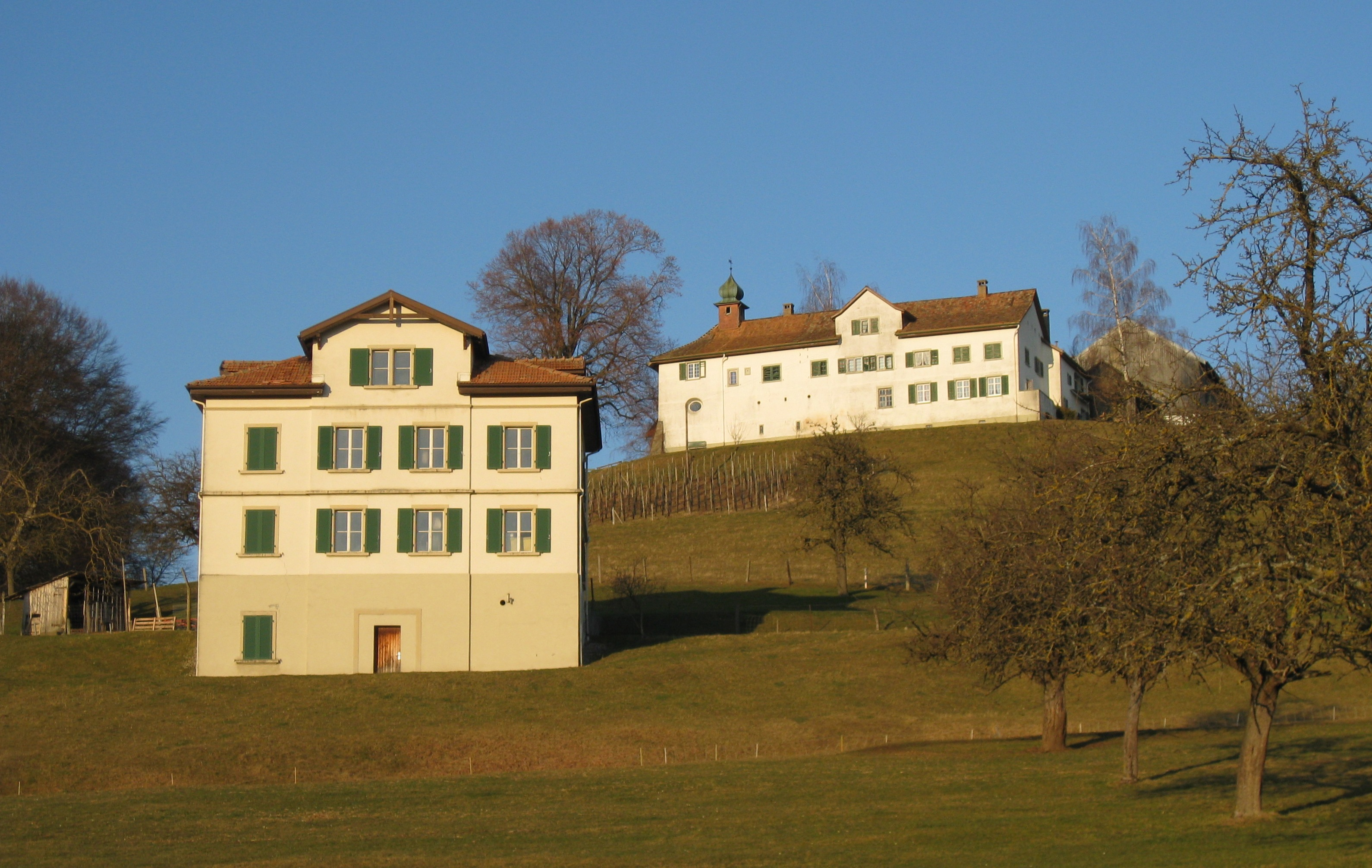
1627 baute der damalige Abt des Klosters Fischingen das Schloss Bettwiesen, an dessen Hängen heute Blauburgunder angebaut wird. Schloss und unteres Schloss (Schlosshof) von Bettwiesen.

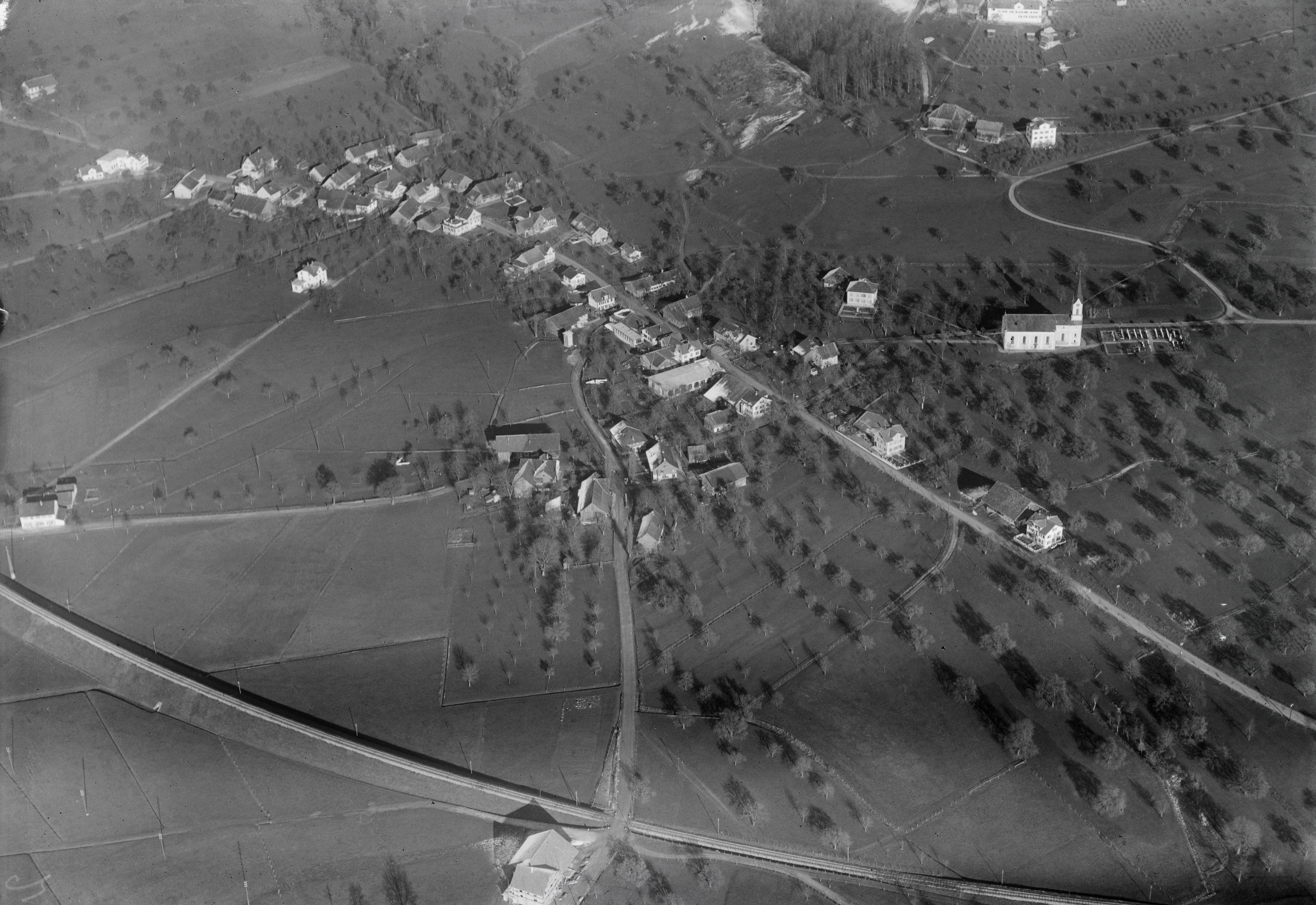
Bettwiesen im Jahr 1923

868/869 wurde Bettwiesen zum ersten Mal als Pettenwison («Wiese des Petto») urkundlich erwähnt. Bettwiesen gehörte vom Mittelalter an zum bischöflich-konstanzischen Tannegger Amt, das 1693 an das Kloster Fischingen gelangte. Letzteres besass seit dem Spätmittelalter Güter in Bettwiesen, wo es 1627 ein Schloss bauen liess. Die 1275 erwähnte Marienkapelle gehörte zur Pfarrei Wil und wurde vom Kloster aus versorgt. Unter dessen Führung wurde Bettwiesen 1530 reformiert, ab 1542 aber wieder rekatholisiert. Die reformierten Einwohner wurden nach Sirnach verwiesen und später, vermutlich im 18. Jahrhundert, definitiv der Kirche Affeltrangen zugeteilt. 1646 erfolgte die Loslösung von Wil und die Bildung einer eigenen katholischen Pfarrei.
Acker- und Rebbau wurden um 1900 von der Viehwirtschaft abgelöst. 1870 wurde eine Viehleihkasse gegründet, 1889 eine Käserei. Nach 1900 liessen sich zwei Schifflistickereien und 1942 eine Verzinkerei in Bettwiesen nieder, die 1964 235 Angestellte beschäftigte. Die mit letzterer verbundene Industrie- und Wohnbautätigkeit hat das Ortsbild nachhaltig geprägt. 1936 bis 1979 bestand eine Schuhfabrik. 1990 waren 52 % der in Bettwiesen Erwerbstätigen im zweiten, 35 % im dritten Sektor beschäftigt. In jüngster Zeit nahm die Orientierung der Einwohner nach Wil stark zu. 1990 betrug der Wegpendleranteil 69 %.
1995 wurde die Ortsgemeinde Bettwiesen von der Munizipalgemeinde Lommis abgetrennt und in die politische Gemeinde Bettwiesen umgewandelt. Gleichzeitig vereinigten sich die verbleibenden Ortsgemeinden Kalthäusern, Lommis und Weingarten zur politischen Gemeinde Lommis.

## Wappen
Blasonierung: Geteilt von Weiss mit zwei fünfblättrigen roten Rosen mit gelben Butzen und Rot mit einem weissen Kissen.
Das Wappen von Bettwiesen wurde dem Ort 1678 vom Kloster Fischingen verliehen. Das Kloster brauchte ein Wappen für das Dorf und übernahm deshalb das redende Wappen des schon lange erloschenen Adelsgeschlechts der Freiherren von Bettwiesen.

## Bevölkerung
| Hier fehlt eine Grafik, die leider im Moment aus technischen Gründen nicht angezeigt werden kann. Wir arbeiten daran! |

| Jahr      | 1850 | 1880 | 1900 | 1930 | 1950 | 1960 | 1970 | 1980 | 1990 | 2000 | 2010 | 2018 | 2023 |
| Einwohner | 296  | 299  | 332  | 436  | 409  | 565  | 740  | 747  | 986  | 1016 | 1051 | 1241 | 1319 |

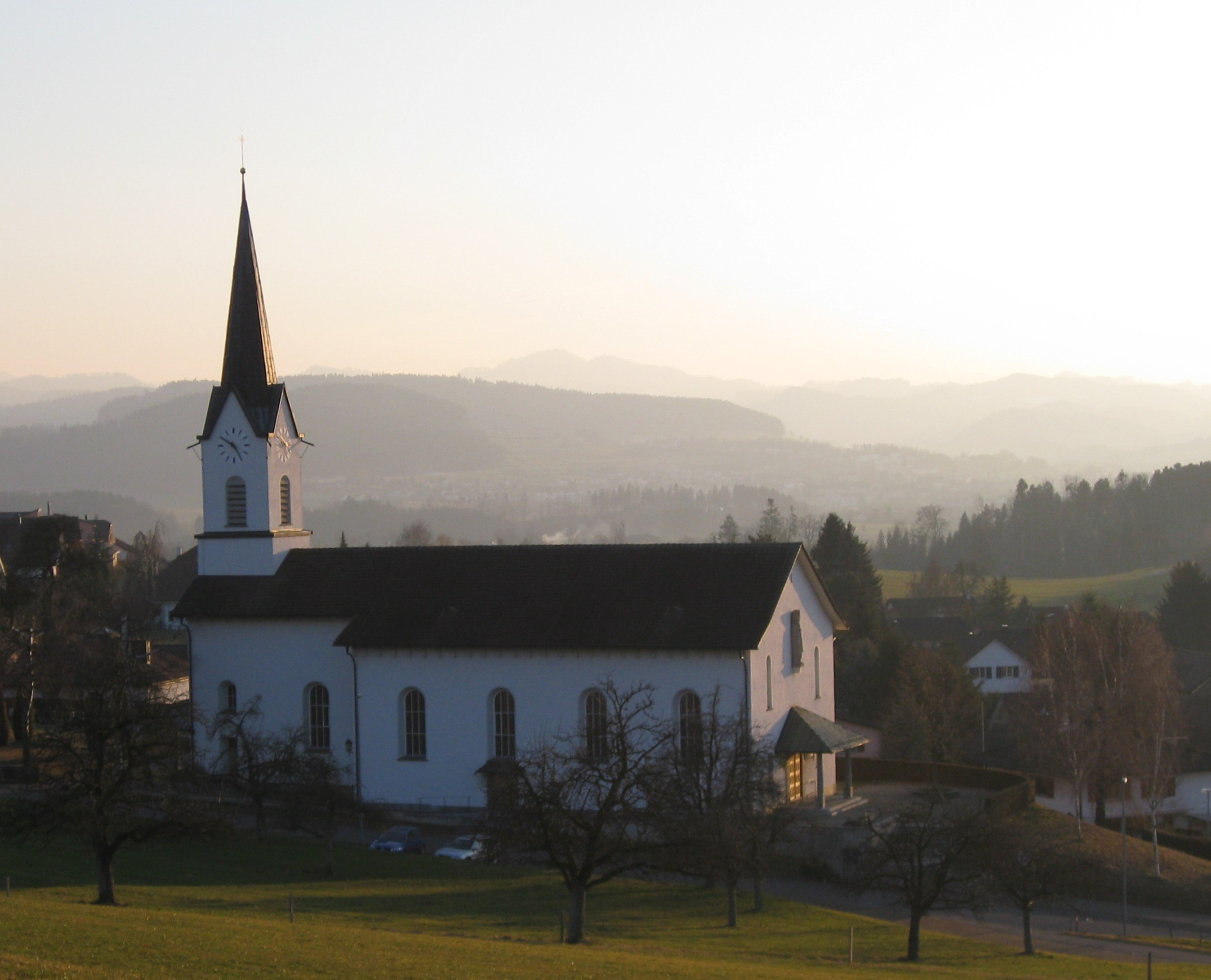
Katholische Kirche

Von den insgesamt 1319 Einwohnern der Gemeinde Bettwiesen am 31. Dezember 2023 waren 314 bzw. 23,8 % ausländische Staatsbürger.
Im vorwiegend protestantischen Kanton bildet das schon seit jeher wie der Hinterthurgau überwiegend katholisch geprägte Bettwiesen eine Ausnahme. Obwohl der Anteil der Katholiken durch Zuwanderung leicht abnimmt, lag er am 31. Dezember 2023 immer noch bei 38,7 % (511 Personen). 243 Einwohner (18,4 %) waren zu diesem Zeitpunkt evangelisch-reformiert.

## Politik
Die Legislative bildet in Bettwiesen die Gemeindeversammlung. Die Gemeindeversammlung besteht aus allen volljährigen in Bettwiesen wohnhaften Schweizer Bürgern, wovon aber meist nur ein kleiner Teil seine Rechte wahrnimmt und auch tatsächlich zur Versammlung geht.
Der Gemeinderat repräsentiert die Exekutive und besteht aus vier Mitgliedern und einem Gemeindepräsidenten. Der Gemeinderat wird jeweils für 4 Jahre an der Gemeindeversammlung im Majorzverfahren gewählt. Der Gemeindepräsident ist Patrick Marcolin (Stand 2024).
Das Bezirksgericht, welches für Bettwiesen zuständig ist, hat seinen Sitz in Münchwilen. Ebenso das Betreibungsamt und das Friedensrichteramt.

## Sehenswürdigkeiten
Das Abtschloss des 17. Jahrhunderts mit Schlosskapelle, das sogenannte Untere «Schloss» und die Kirche sind bauliche Wahrzeichen von Bettwiesen.

## Wirtschaft

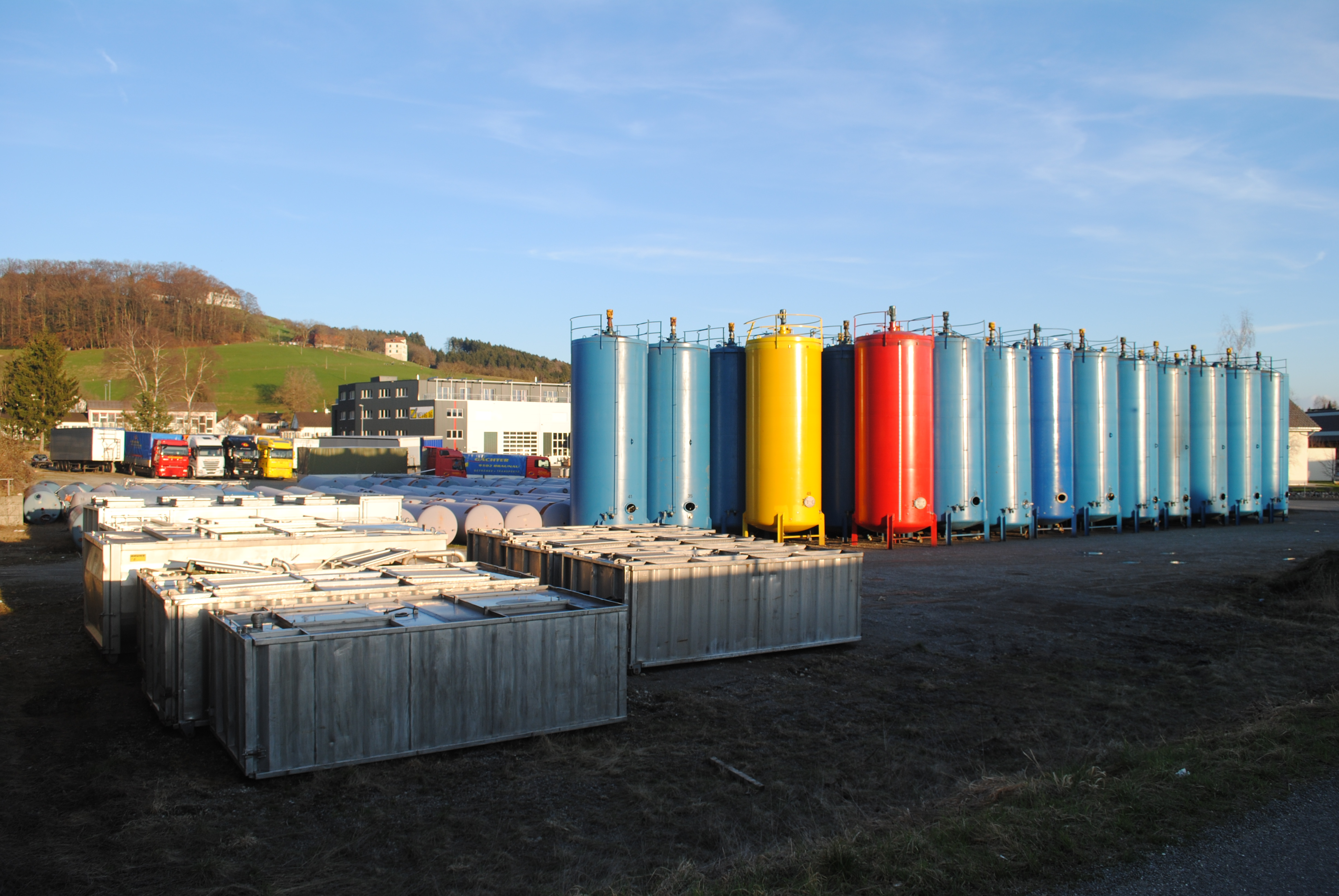
Industrieareal in Bettwiesen

Laut der eidgenössischen Betriebszählung gibt es in Bettwiesen 33 gewerbliche sowie 16 landwirtschaftliche Betriebe. Die Landwirtschaft hatte in Bettwiesen früher eine hohe Bedeutung, welche aber seit der Industrialisierung stetig zurückgeht. Heute wird in Bettwiesen vor allem Viehzucht betrieben.
In Bettwiesen gibt es heute vorwiegend KMUs. Die grössten Betriebe sind ein Baugeschäft und ein Metallverarbeitungsbetrieb. Von 1953 bis 1989 bestand auch heute noch markant im Ortsbild erkennbar eine grössere Verzinkerei nach dem Schmelztauchverfahren direkt gegenüber dem Bahnhof. Bis zur Wirtschaftskrise der 1930er-Jahre bestanden in Bettwiesen auch mehrere Schifflistickereien.
Im Jahr 2016 bot Bettwiesen 218 Personen Arbeit (umgerechnet auf Vollzeitstellen). Davon waren 12,7 % in der Land- und Forstwirtschaft, 50,9 % in Industrie, Gewerbe und Bau sowie 36,3 % im Dienstleistungssektor tätig.
73 % der in der Gemeinde wohnhaften erwerbstätigen Einwohner sind Wegpendler.
Bettwiesen hat einen Brotladen, der von einem Bäcker aus Matzingen betrieben wird, und seit Ende Januar 2016 einen Volg mit einer Postagentur. Früher existierte ausserdem noch eine Käserei, welche vor allem für ihren Appenzeller und den Bettwieser Schlosskäse viele Preise erhielt. Sie brannte aber im Jahr 2004 vollständig ab. In Bettwiesen gibt es auch einige Spezialgeschäfte wie zum Beispiel ein Waffengeschäft oder ein Autospritzwerk. In der Gemeinde gibt es auch einige Handwerksbetriebe unterschiedlicher Grösse. So gibt es ein Holzbau-, ein Spengler-, ein Sanitär- und ein Malergeschäft.

### Verkehr
Durch die Gemeinde verläuft die Hauptstrasse 16 zwischen dem Toggenburg und Konstanz. Die nächsten Autobahnanschlüsse der A1 liegen in Münchwilen und Wil und sind vier bzw. sechs Kilometer entfernt. Ausserdem verläuft durch Bettwiesen die Strasse zwischen Münchwilen und Tägerschen.
In der Gemeinde wurden bisher acht Tempo-30-Zonen eingerichtet.
Bettwiesen liegt an der Bahnlinie Wil-Weinfelden, die von Thurbo betrieben wird. Die Linie wird primär im Halbstundentakt bedient, am späten Abend und am Wochenende im Stundentakt. In Wil und Weinfelden besteht Anschluss an das Inter-City-Netz der Schweiz.

## Bildung

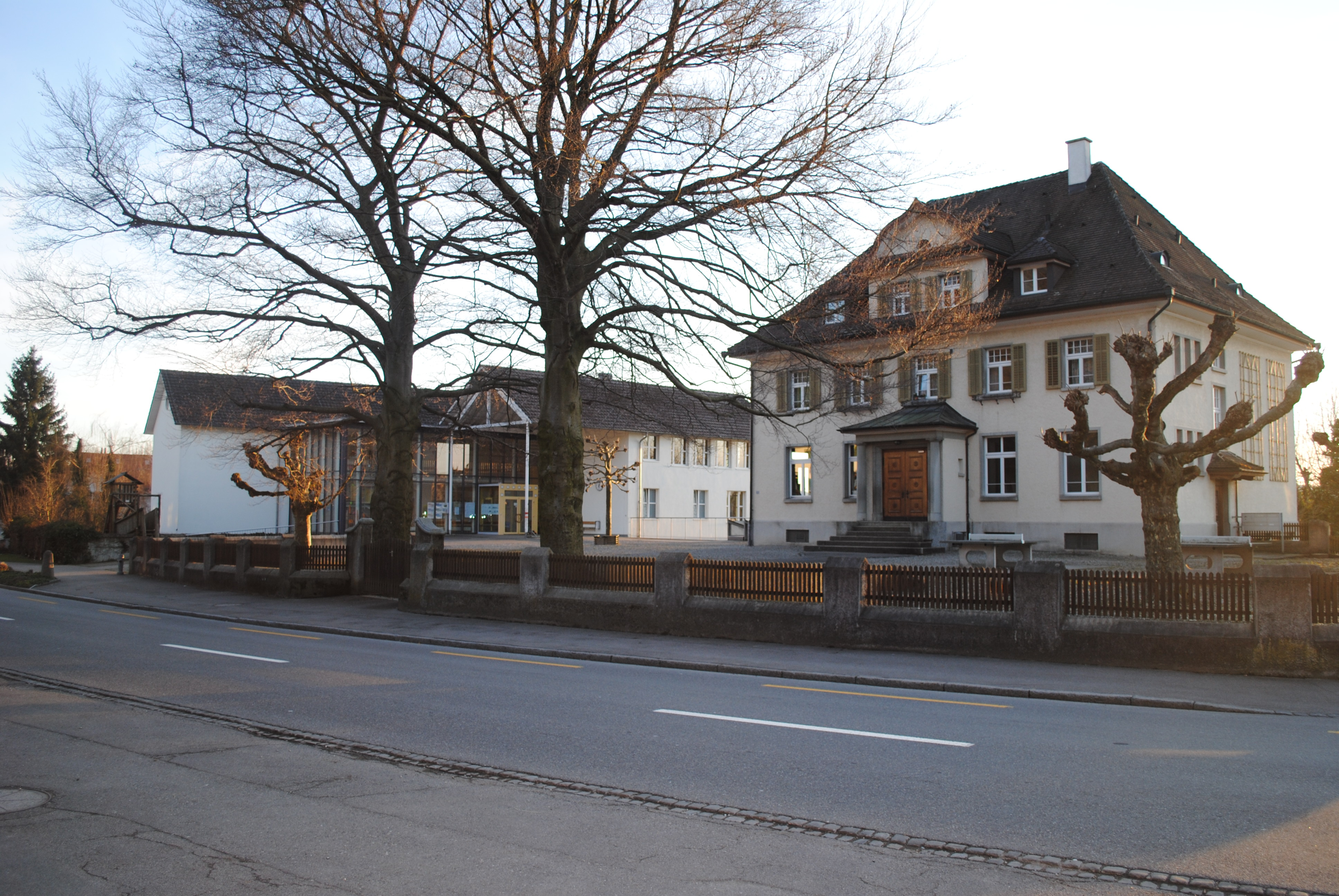
Schulhaus

In Bettwiesen gibt es eine Primarschule, wobei teilweise zwei Klassenstufen in einer Klasse unterrichtet werden. Bettwiesen gehört zur Oberstufengemeinde Affeltrangen. Diese hat zwei Schulhäuser: Tobel und Affeltrangen. Bis zur Umstellung auf Niveau-Unterricht befand sich die Realschule in Tobel und die Sekundarschule in Affeltrangen. Die Bettwieser Oberstufenschüler werden seither dem nähergelegenen Schulhaus Tobel zugeteilt.
Seit dem Bau der Kantonsschule Wil im Jahr 2004 können Schüler aus Bettwiesen dahin ins Gymnasium und müssen nicht mehr nach Frauenfeld, was eine erhebliche Zeitersparnis bedeutet.

## Sport
An sportlicher Infrastruktur bietet Bettwiesen eine Turnhalle und einen Allwetterplatz beim Schulhaus, einen 300-m-Schiessstand und einen Fussballplatz. Ausserdem gibt es noch zwei privat betriebene Reithöfe.
In Bettwiesen gibt es mehrere Sportvereine. Den grössten Teil machen die verschiedenen Turnvereine aus; es gibt für die verschiedenen Altersgruppen und Geschlechter jeweils einzelne Vereine (TV, Damenriege, Frauenturnverein, Männerriege, Altersturnen, Jugendriege und Mädchenriege).
Ausserdem gibt es noch die Schützengesellschaft Bettwiesen, welche zu den besten des Kantons gehört, und einen Fussballclub. Fussball ist bei Bettwieser Kindern die beliebteste Sportart, aber da der FC Bettwiesen keine Nachwuchsarbeit betreibt, spielen die meisten Kinder beim FC Tobel-Affeltrangen in Tobel.

## Persönlichkeiten
- August Hollenstein (1920–2003), mehrfacher Welt- und Europameister im Sportschiessen und Ehrenbürger von Bettwiesen
- Otto Kappeler (1892–1959), Kaufmann und Kantonsrat
- Walter Siegmann (1910–2002), Schweizer Politiker, Militär und Unternehmer, Ehrenbürger von Bettwiesen
- Emil Spiess (1895–1985), Geistlicher, Pädagoge und Publizist